# Moerasdikkopmos
Moerasdikkopmos (Brachythecium mildeanum) is een mos uit het geslacht dikkopmos (Brachythecium).

## Determinatie

### Uiterlijke kenmerken
De sterke, tot tien centimeter hoge, uitgestrekte tot opgaande, onregelmatig vertakte planten vormen lichtgroene of geelgroene, losse gazons. Er zijn slechts schaarse of geen rhizoïden op de stengels. De losjes passende tot uitstekende stengelbladeren zijn tot ongeveer drie millimeter lang, niet of matig in de lengterichting gevouwen, driehoekig-lancetvormig en lopen geleidelijk taps toe in een lange, fijne punt. De bladranden zijn vlak of deels smal gerold en de gehele bladrand is zeer fijn gekarteld. De bladnerf strekt zich uit over het midden van het blad. De bladeren van de takken zijn iets kleiner.
De geslachtsverdeling is autoecious. De soort draagt zelden vruchten. De seta is glad en 2–2,5(–4) cm lang, de langwerpige eivormige sporenkapsel is hellend naar horizontaal en gebogen, het deksel is conisch.

### Microscopische kenmerken
De bladcellen in het midden van het blad zijn lineair en dunwandig, 70–120 micrometer lang en 7–10 micrometer breed, rechthoekig tot ruitvormig aan de basis van het blad, dikker wandig en enigszins gevlekt, en kort-rechthoekig tot vierkant in de slechts iets verschoven bladvleugels. De sporen zijn fijn papillose en 14–22 micrometer groot.

## Ecologie
Moerasdikkopmos is een soort van basenrijke moerassen, natte graslanden en kwelplekken, maar het mos is minder dan andere moerassoorten gebonden aan schrale bodem. Het komt vooral voor in beek- en rivierdalen, duinvalleien en poldergebieden.

## Verspreiding
Moerasdikkopmos komt met name voor op het noordelijk halfrond. Het komt voor in Europa, Noord-Amerika, Rusland en er zijn enkele waarnemingen bekend uit Australië. In Nederland komt het vrij algemeen voor. Het staat niet op de rode lijst en is niet bedreigd.

## Foto's

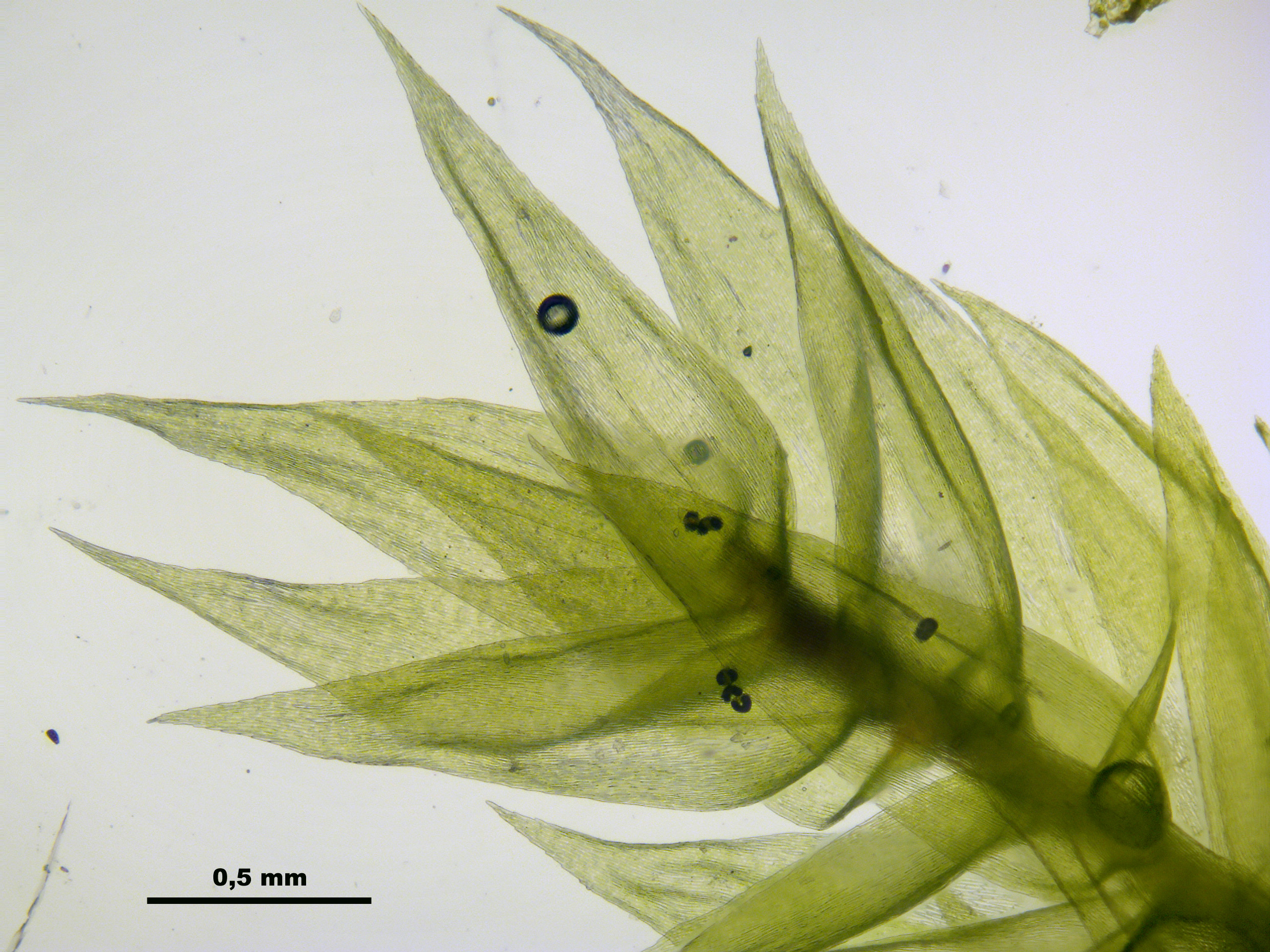
Bladeren
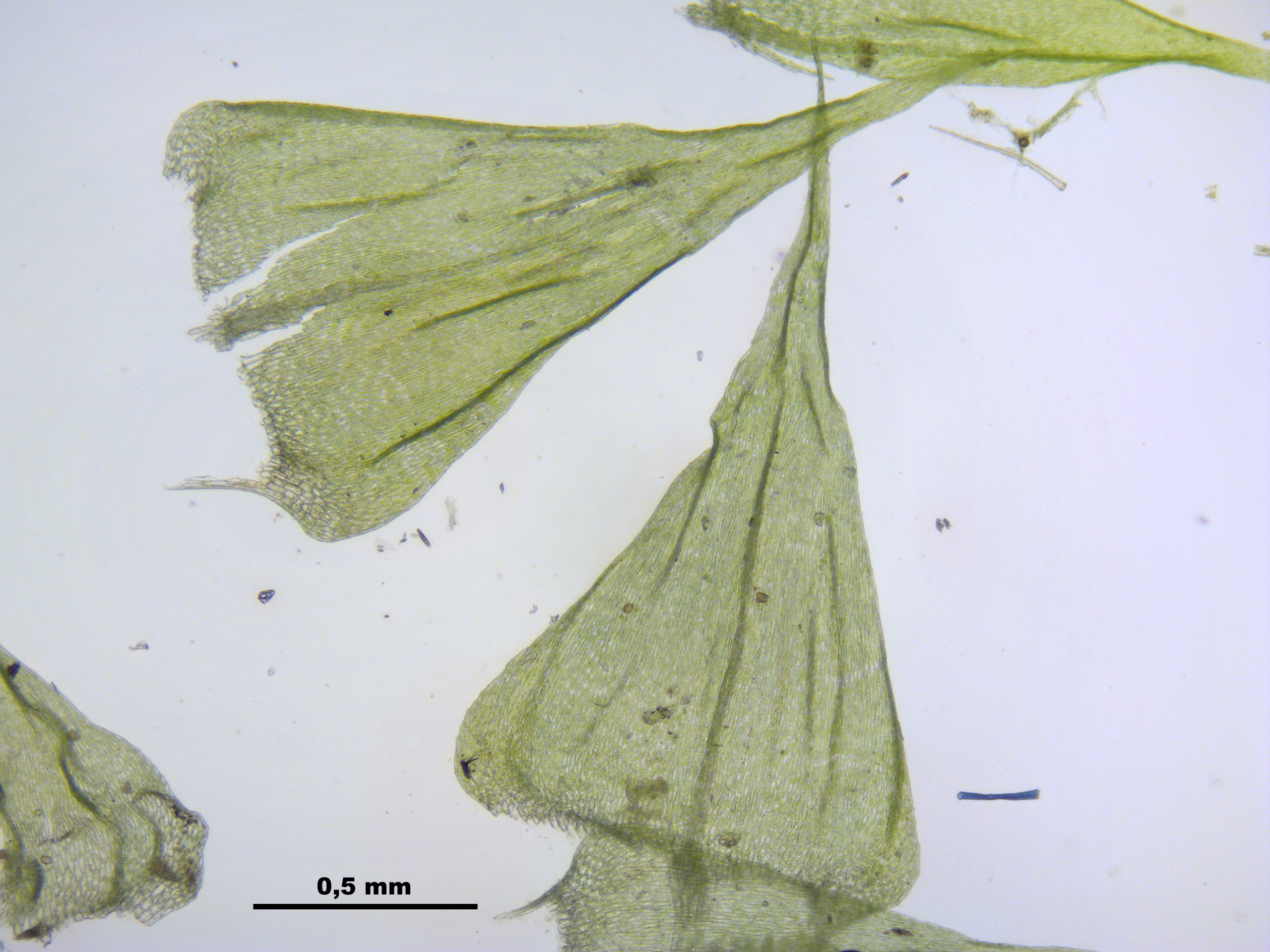
Blad
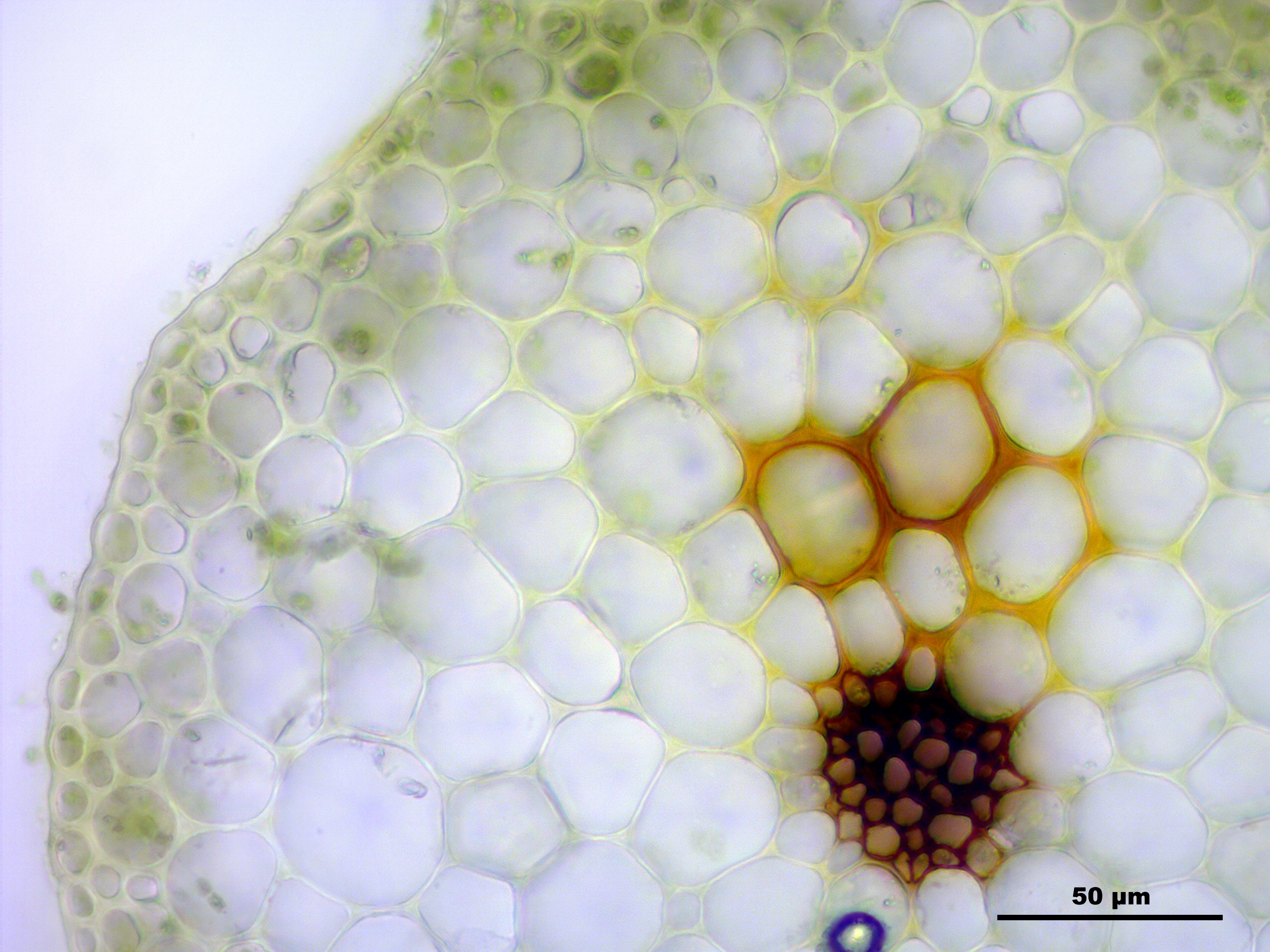
Stengeldoorsnede
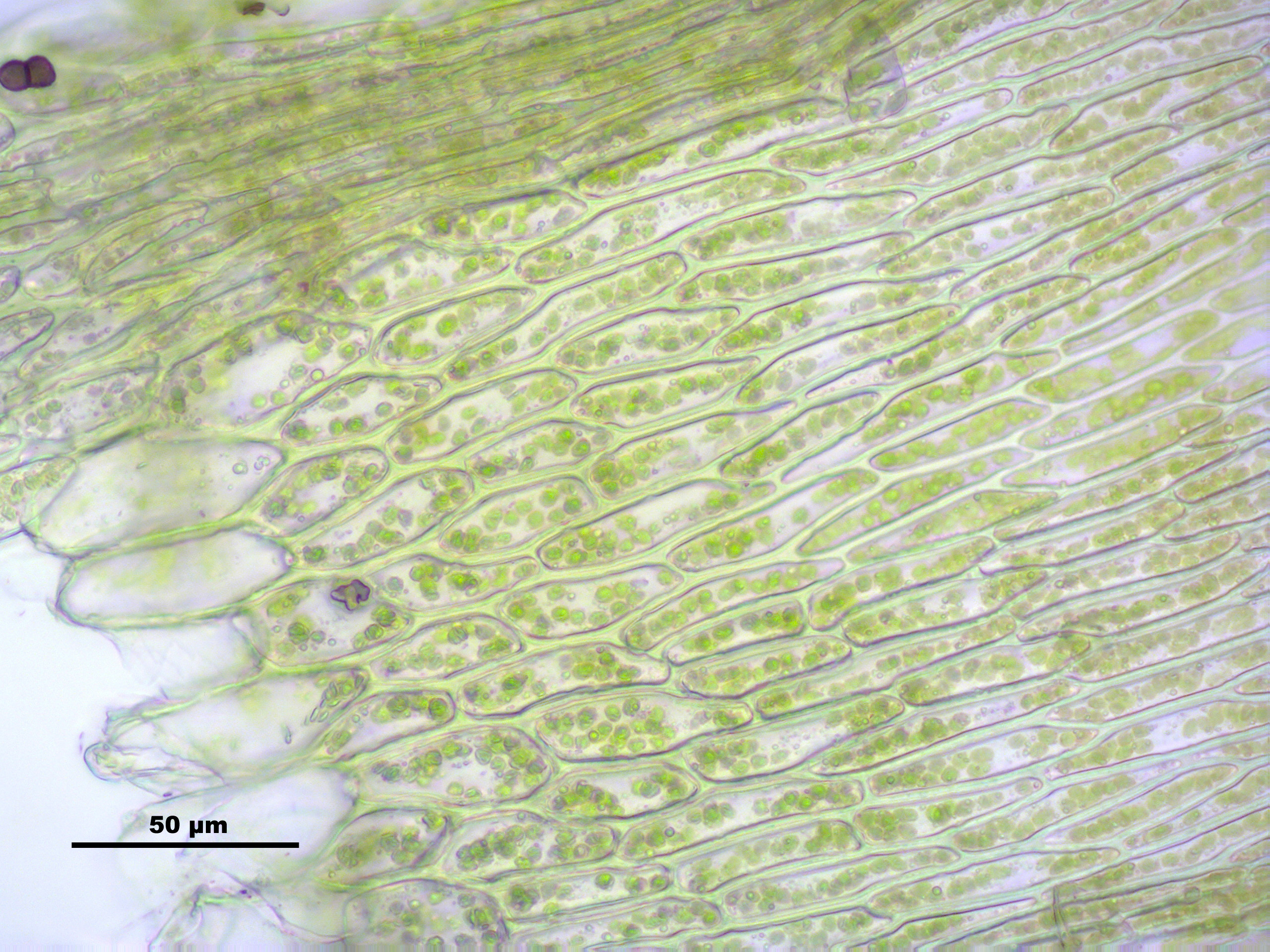
Bladcellen bladvoet
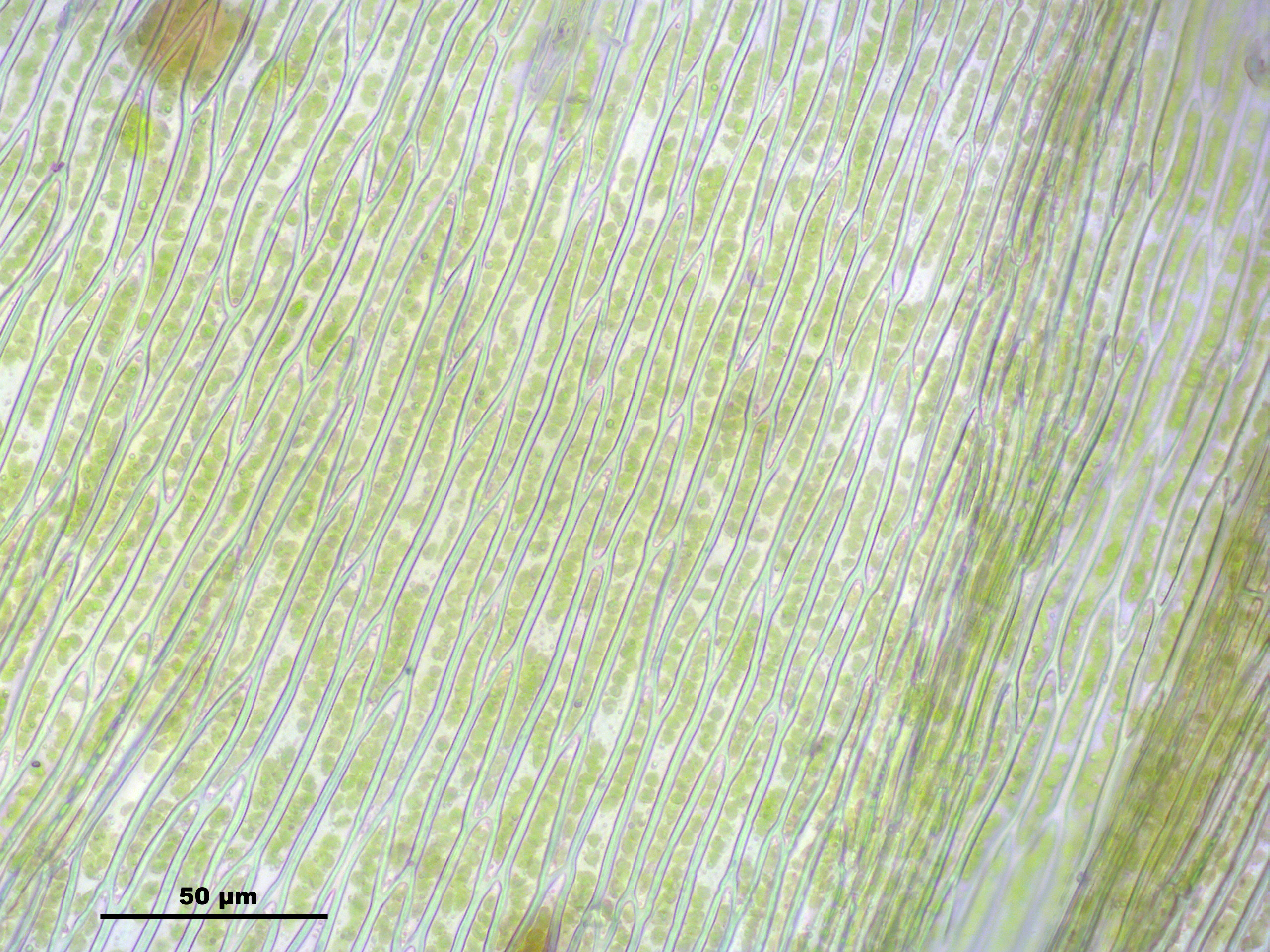
Bladcellen midden
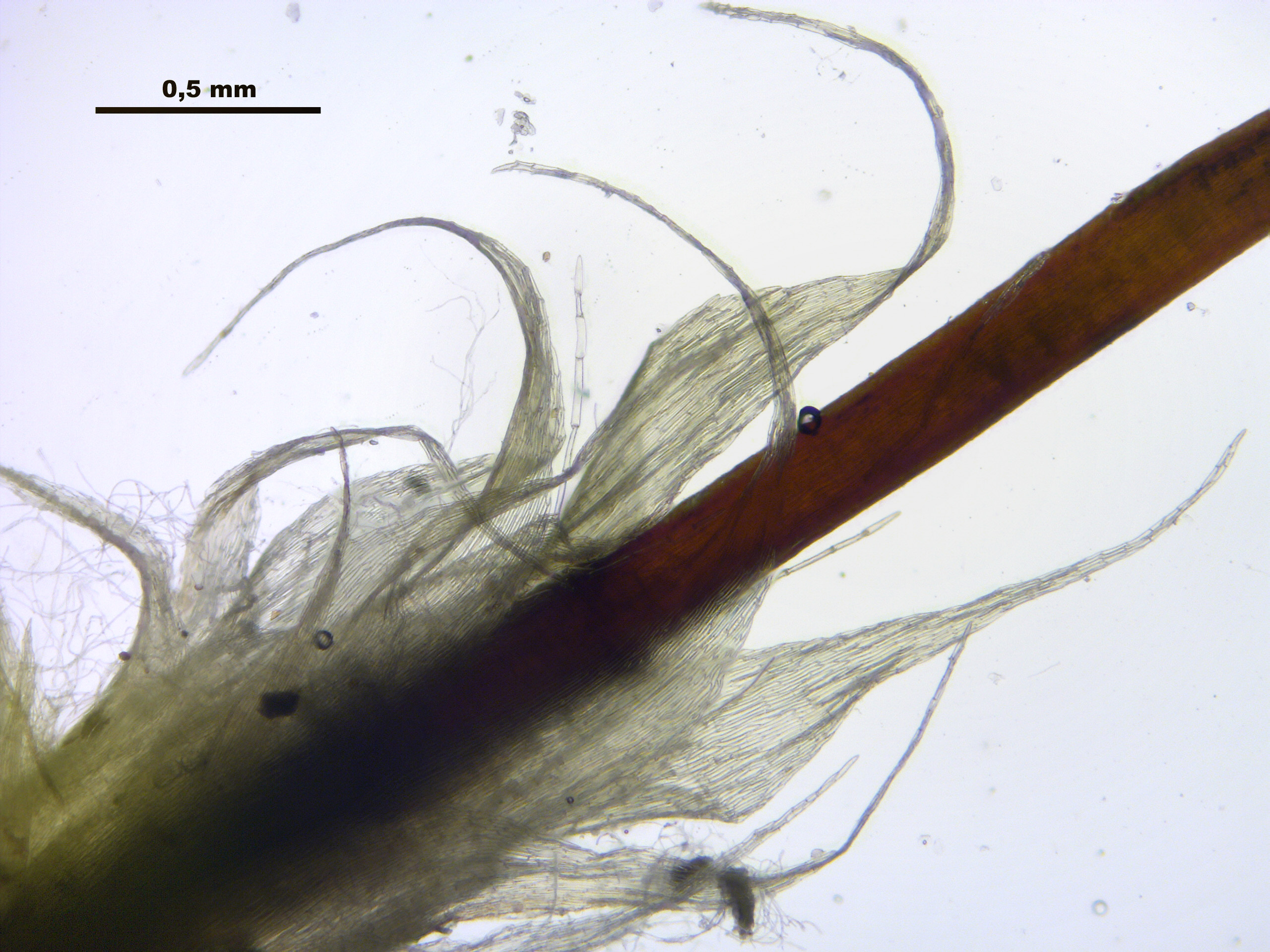
Perichaetium en seta
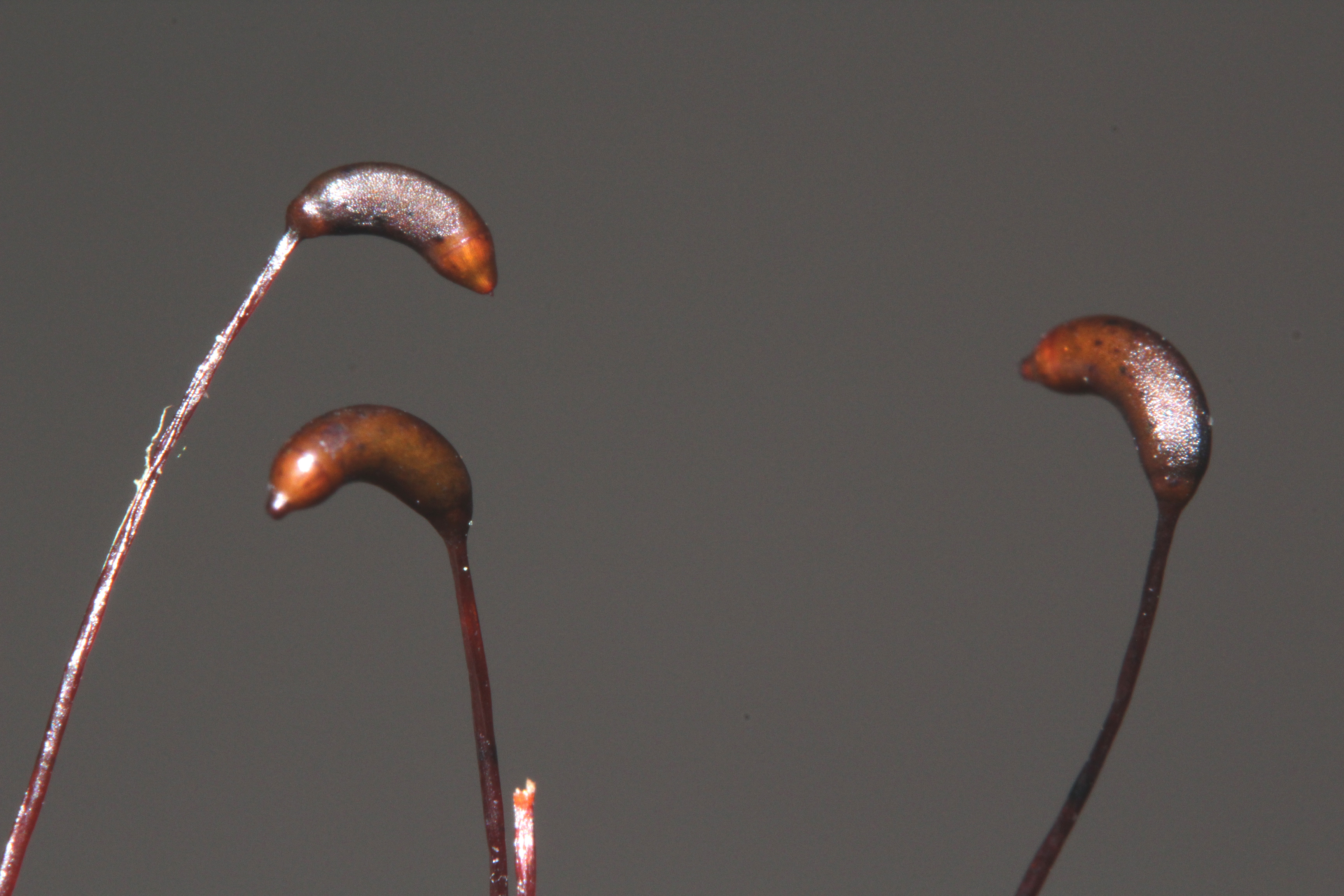
Seta met Sporenkapsels
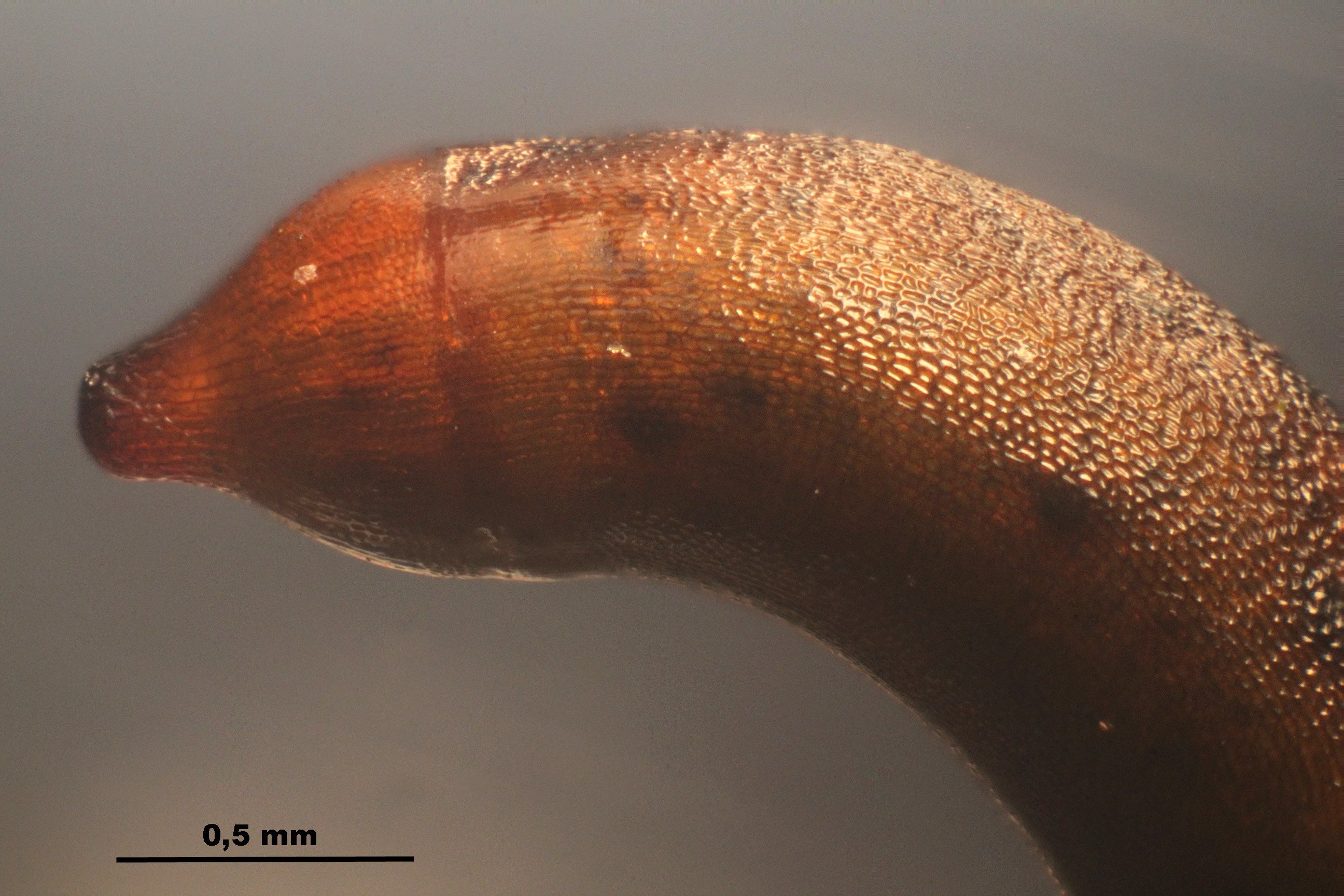
sporenkapsel
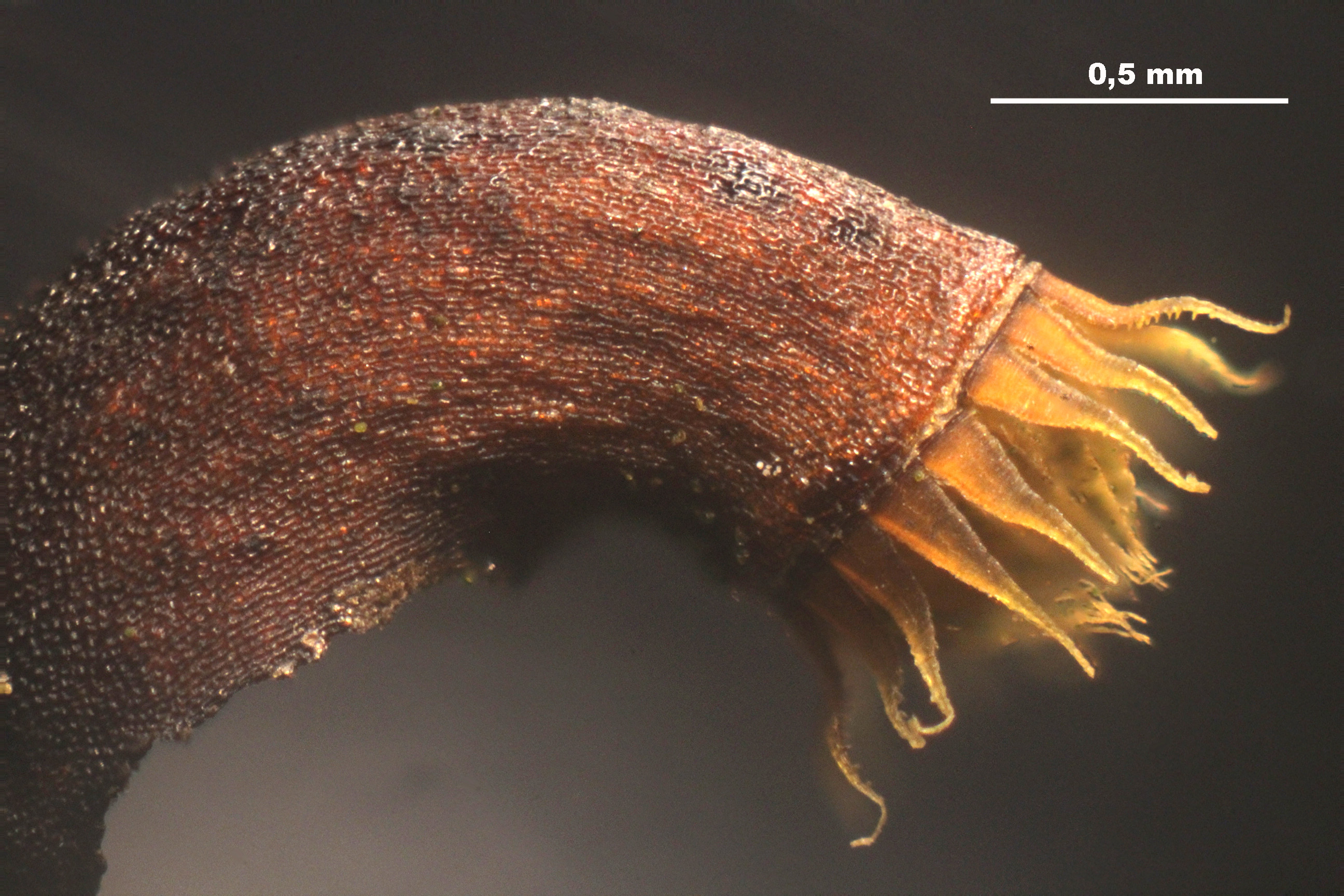
Peristoomtanden

... · B. albicans (bleek dikkopmos) · B. campestre (velddikkopmos) · B. glareosum (kalkdikkopmos) · B. laetum (rotsdikkopmos) · B. mildeanum (moerasdikkopmos) · B. oedipodium (ijl dikkopmos) · B. plumosum (oeverdikkopmos) · B. populeum (penseeldikkopmos) · B. reflexum (gekromd dikkopmos) · B. rivulare (beekdikkopmos) · B. rutabulum (gewoon dikkopmos) · B. salebrosum (glad dikkopmos) · B. tenuicaule (haardikkopmos) · B. velutinum (fluweelmos) · ...